# São Francisco de Assis (ort)
São Francisco de Assis är en ort i Brasilien.   Den ligger i kommunen São Francisco de Assis och delstaten Rio Grande do Sul, i den södra delen av landet, 1 700 km sydväst om huvudstaden Brasília. São Francisco de Assis ligger 134 meter över havet och antalet invånare är 14 305.
Terrängen runt São Francisco de Assis är huvudsakligen platt, men åt nordost är den kuperad.
Trakten runt São Francisco de Assis består i huvudsak av gräsmarker. Runt São Francisco de Assis är det mycket glesbefolkat, med 4 invånare per kvadratkilometer.